# كاميلا سكوت
كاميلا سكوت هي ممثلة كندية، ولدت في 12 يوليو 1961 في تورونتو في كندا.

## وصلات خارجية
- كاميلا سكوت على موقع IMDb (الإنجليزية)
- كاميلا سكوت على موقع قاعدة بيانات برودواي على الإنترنت (الإنجليزية)
- كاميلا سكوت على موقع قاعدة بيانات الفيلم (الإنجليزية)